# 高橋尚子 サインはQ
高橋尚子 サインはQ（たかはしなおこ サインはキュー）は、2009年4月4日から2013年9月28日までニッポン放送ほかでおもに週末に放送されていた15分間のラジオ番組。

## 概要
高橋尚子が、リスナーからの悩みや質問等に答える（テーマあり）。
- Q WORLD - 高橋が感じたものを紹介する（休止の場合あり）
- Q BOX - リスナーからの悩みや質問に答える。不定期で拡大し「Q BOX SPECIAL」として放送する。
- Q SELECTION - 高橋セレクトの音楽を放送

## パーソナリティ
- 高橋尚子（スポーツキャスター・陸上競技解説者、シドニー五輪女子マラソン金メダリスト）

## スポンサーについて
キー局のニッポン放送では、明治（旧・明治乳業）がスポンサーとなっている（番組名の頭に『VAAM presents』が付いていたときがある）。

## 放送時間
特に記述がなければ土曜日の放送。
- ニッポン放送（制作局）  6時42分 - 6時56分（栗村智 あなたと朝イチバン→徳光和夫 とくモリ!歌謡サタデー内）
- 山形放送 日曜 16時15分 - 16時30分
- 茨城放送 月曜 18時30分 - 18時45分
- 新潟放送 金曜 14時30分 - 14時45分
- 信越放送 日曜 8時45分 - 9時00分
- 北陸放送 日曜 8時45分 - 9時00分
- 山口放送 日曜 7時45分 - 8時00分

## 過去のネット局
- 北海道放送（2009年10月31日途中打ち切り）
- IBC岩手放送（2010年10月3日途中打ち切り）
- 東海ラジオ
- ラジオ大阪（2010年10月途中打ち切り。2011年4月からMBSラジオでネット再開）
- MBSラジオ 2011年4月放送開始。2012年4月1日途中打ち切り）
- 大分放送（2011年4月2日途中打ち切り）
- 長崎放送（2011年4月放送開始。2012年3月31日途中打ち切り）
- 宮崎放送（2011年4月放送開始。2011年9月25日途中打ち切り）